# Zhang Yayi
Zhang Yayi (chinesisch 张雅怡, Pinyin Zhāng Yǎyí; * 6. Mai 1997 in Changsha) ist eine chinesische Synchronschwimmerin.

## Erfolge
Zhang Yayi sicherte sich 2022 in Budapest mit zwei Weltmeistertiteln ihre ersten internationalen Medaillen. Sowohl im technischen als auch im freien Programm der Mannschaftskonkurrenz belegte sie mit der chinesischen Équipe den ersten Platz. Ein Jahr darauf wurde Zhang in Fukuoka mit der Mannschaft im freien Programm sowie im Akrobatik-Wettkampf zwei weitere Male Weltmeisterin. Bei den 2023 ausgetragenen Asienspielen 2022 in Hangzhou gewann sie mit der Mannschaft ebenfalls die Goldmedaille. Drei weitere Titelgewinne folgten für Zhang bei den Weltmeisterschaften 2024 in Doha: mit der Mannschaft wurde sie im freien wie auch im technischen Programm Weltmeisterin, außerdem im Akrobatik-Wettkampf. Bei den Olympischen Spielen 2024 in Paris gehörte Zhang zum chinesischen Aufgebot im Mannschaftswettbewerb, den die Chinesinnen deutlich gewannen. Sowohl im technischen Teil wie auch in der Kür und der Akrobatik erzielten sie mit größerem Vorsprung die jeweils höchste Punktzahl und beendeten den Wettkampf mit 996,1389 Punkten auf Rang eins, vor der US-amerikanischen Mannschaft mit 914,3421 Punkten und Spanien mit 900,7319 Punkten. Neben Zhang erhielten außerdem Chang Hao, Feng Yu, Wang Ciyue, Wang Liuyi, Wang Qianyi, Xiang Binxuan und Xiao Yanning die Goldmedaille.